# جينيرايتور ريكس
جينيرايتور ريكس، (بالإنجليزية: Generator Rex)‏، هو مسلسل رسوم متحركة أمريكي، من تأليف فريق مان أوف اكشن إنترتينمينت  وإنتاج كرتون نتورك ستوديوز
. تدور احداث المسلسل حول فتى مراهق اسمه ريكس يصاب بجزيئات آلية أو ما يسمى بالإنجليزية (Nanites).

## الشخصيات

### المنظمة السرية
- ريكس (مؤدي الصوت: داريل سابارا, المدبلج العربي: حسن مهدي): فتى مراهق مصاب بالجزيئات لكنه يستطيع التحكم بها ويحول جسمه إلى آلات مذهلة.
- العميل 6 (مؤدي الصوت: والي كروث, المدبلج العربي: بلال بشتاوي): عميل سري يعمل في منظمة بروفيدينس وهو الحارس الشخصي لريكس وهو لم يصب بالجزيئات الالية.
- بوبو هاها (مؤدي الصوت: جون ديماغيو, المدبلج العربي: جمال حمدان): هو قرد ناطق، مستعد لقضاء وقت ممتع، ولو تضمن ذلك هزيمة بعض الأشرار.
- الدكتورة هوليداي (مؤدية الصوت: غراي ديلايل, المدبلجة العربية: شادن أبو دهن): هي عالمة مقيمة في منظمة بروفيدينس، خبيرة في كل العلوم تقريبا، إلا أن اهتمامها الرئيسي على الالات متناهية الصغر.
- نواه (مؤدي الصوت: فريد سافج, المدبلج العربي: جوني أبو شرانق): هو صديق ريكس الحميم، وهو بارع في كرة السلة، على عكس ريكس.
- وايت نايت (مؤدي الصوت: جي كي سيمنس, المدبلج العربي: شربل أيوب): رئيس منظمة بروفيدينس، وهو كذالك لم يصب بالجزيئات الالية.

### الأشرار
- فان كلايس (مؤدي الصوت: تروي بيكر, المدبلج العربي: جيل يوسف):
- بلاك نايت (مؤدية الصوت: جينيفر هيل, المدبلجة العربية: زينة ضاهر):

### شخصيات أخرى
"بن 10 (مؤدي الصوت: يوري لوينثال المدبلج العربي : عبدو حكيم)

## الأصوات العربية
حسن مهدي - ريكس
بلال بشتاوي - العميل 06
شربل أيوب - وايت نايت
جيل يوسف - فان كلايس
ريتشارد ياني - سيزار(أخ ريكس)
جيهان الملا - المذيعة

## وصلات خارجية
- جينيرايتور ريكس على موقع IMDb (الإنجليزية)
- جينيرايتور ريكس على موقع ميتاكريتيك (الإنجليزية)
- جينيرايتور ريكس على موقع روتن توميتوز (الإنجليزية)
- جينيرايتور ريكس على موقع كينوبويسك (الروسية)
- جينيرايتور ريكس على موقع ألو سيني (الفرنسية)
- جينيرايتور ريكس على موقع قاعدة بيانات الفيلم (الإنجليزية)
- صفحة IMDb